# Cilfynydd

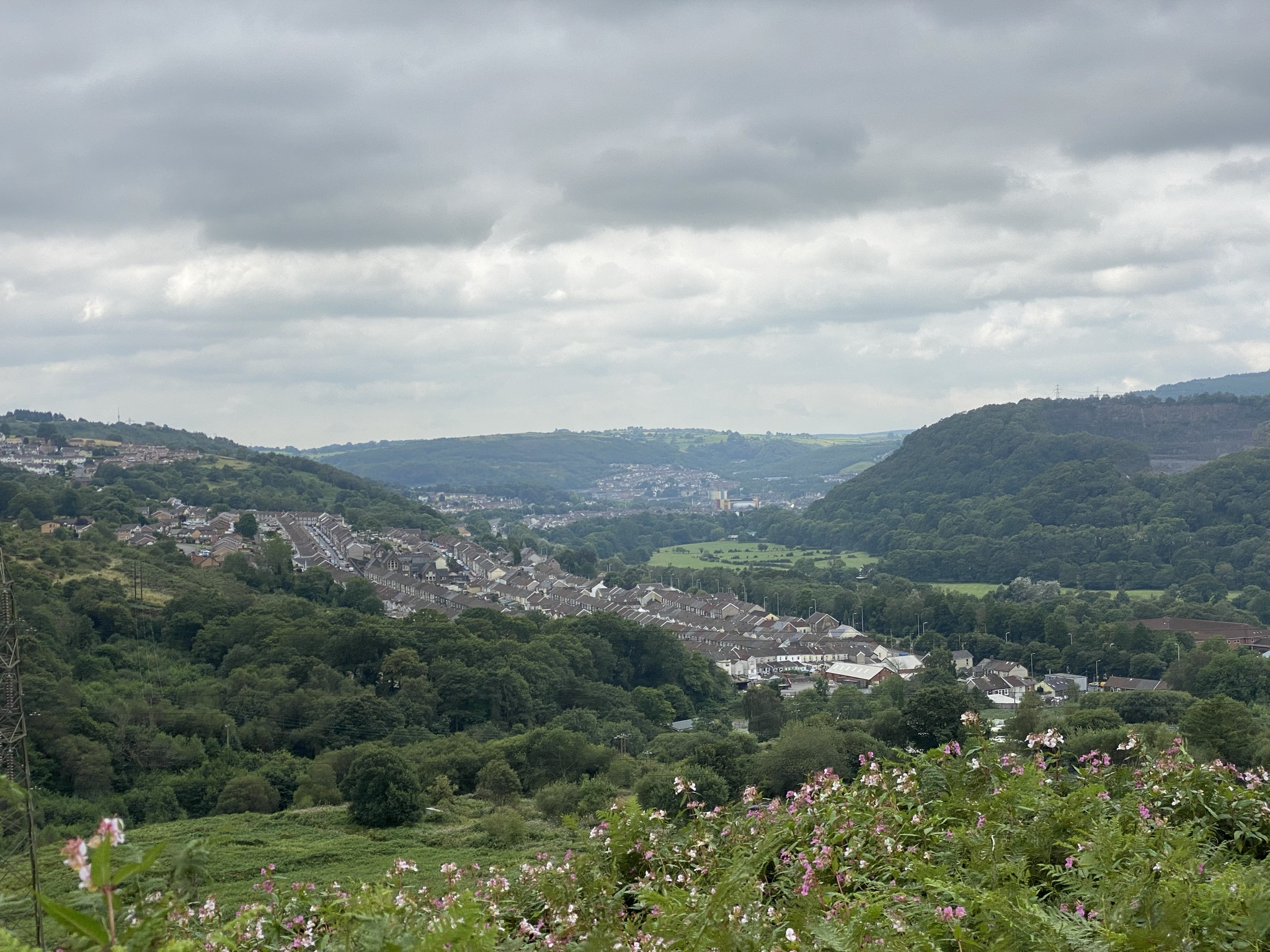
Blick auf Cilfynydd

Cilfynydd ist ein Dorf in der Umgebung der Kreisstadt Rhondda Cynon Taf, Wales, eine Meile von der Stadt Pontypridd in South Wales Valleys und 13 Meilen nördlich der Hauptstadt Cardiff entfernt.

## Söhne und Töchter von Cilfynydd
- Stuart Burrows (1933–2025), Opernsänger
- Geraint Evans (1922–1992), Opernsänger
- Glyn Davies (1927–1976), Rugbyspieler
- Merlyn Rees (1920–2006), Politiker